# Luis Sinisterra
Luis Fernando Sinisterra Lucumí (Santander de Quilichao, 1999. június 17. –) kolumbiai válogatott labdarúgó, a Bournemouth játékosa.

## Pályafutása

### Klubcsapatokban
Az Once Caldas akadémiáján nevelkedett. 2016. március 19-én mutatkozott be a kolumbiai első osztályban a Deportivo Pasto ellen 1–0-ra elvesztett bajnoki mérkőzésen. Ebben az idényben két találkozón lépett pályára. 2017. május 13-án megszerezte első gólját az Atlético Huila ellen. 2018. július 8-án 3 évre szóló szerződést írt alá a holland Feyenoord csapatával. Augusztus 12-én mutatkozott be a BV De Graafschap elleni Eredivisie mérkőzésen. 2019. augusztus 8-án az Európa-ligába a grúz Dinamo Tbiliszi ellen szerezte meg első gólját. 2020 januárjában egymást követő három bajnoki mérkőzésen szerzett gólt, és megkapta a hónap tehetsége díjat. 2020. november 12-én a klub további két évvel meghosszabbította szerződését.
A 2022-es szezon kezdete előtt a Leeds United csapatához szerződött, a legdrágábban eladott Feyenoord-játékosként. Első szezonját a csapat második legtöbb gólt szerző játékosaként zárta, a Leeds kiesett. Ezt követően kölcsönbe vette a Bournemouth, majd 2024 februárjában véglegesen is leszerződtették a játékost.

### A válogatottban
A 2019-es U20-as labdarúgó-világbajnokságon öt találkozón lépett pályára és két gólt szerzett. 2019. október 15-én mutatkozott be a felnőttek között Algéria ellen Yairo Moreno cseréejként.

## Statisztika

### Klub
2022. január 23-i állapotnak megfelelően.
| Klub             | Szezon           | Bajnokság           | Bajnokság | Bajnokság | Kupa     | Kupa  | Nemzetközi | Nemzetközi | Egyéb    | Egyéb | Összesen | Összesen |
| Klub             | Szezon           | Bajnokság           | Mérkőzés  | Gólok     | Mérkőzés | Gólok | Mérkőzés   | Gólok      | Mérkőzés | Gólok | Mérkőzés | Gólok    |
| ---------------- | ---------------- | ------------------- | --------- | --------- | -------- | ----- | ---------- | ---------- | -------- | ----- | -------- | -------- |
| Once Caldas      | 2016             | Categoría Primera A | 2         | 0         | 0        | 0     | 0          | 0          | —        | —     | 2        | 0        |
| Once Caldas      | 2017             | Categoría Primera A | 22        | 1         | 4        | 1     | 0          | 0          | —        | —     | 26       | 2        |
| Once Caldas      | 2018             | Categoría Primera A | 19        | 4         | 0        | 0     | 0          | 0          | —        | —     | 19       | 4        |
| Once Caldas      | Összesen         | Összesen            | 43        | 5         | 4        | 1     | 0          | 0          | 0        | 0     | 47       | 6        |
| Feyenoord        | 2018–19          | Eredivisie          | 5         | 0         | 2        | 0     | 0          | 0          | —        | —     | 7        | 0        |
| Feyenoord        | 2019–20          | Eredivisie          | 21        | 5         | 3        | 0     | 8          | 2          | —        | —     | 32       | 7        |
| Feyenoord        | 2020–21          | Eredivisie          | 20        | 3         | 2        | 1     | 1          | 0          | 2        | 1     | 25       | 5        |
| Feyenoord        | 2021–22          | Eredivisie          | 17        | 7         | 1        | 0     | 11         | 7          | —        | —     | 29       | 14       |
| Feyenoord        | Összesen         | Összesen            | 63        | 15        | 8        | 1     | 20         | 9          | 2        | 1     | 93       | 26       |
| Karrier összesen | Karrier összesen | Karrier összesen    | 106       | 20        | 12       | 2     | 20         | 9          | 2        | 1     | 140      | 32       |

1. ↑  A bajnokságot megszakították a koronavírus-járvány miatt.

### Válogatott
2023. november 16-i állapotnak megfelelően.
| 2019     | 1  | 0 |
| 2020     | 0  | 0 |
| 2021     | 2  | 0 |
| 2022     | 4  | 3 |
| 2023     | 4  | 0 |
| Összesen | 11 | 3 |

## Sikerei, díjai
- Eredivisie – Hónap Tehetsége: 2020 január[17]